# Lasioglossum viriderostratum
Lasioglossum viriderostratum är en biart som beskrevs av Ebmer 1978. Lasioglossum viriderostratum ingår i släktet smalbin, och familjen vägbin. Inga underarter finns listade i Catalogue of Life.